# UFC Fight Night: Hermansson vs. Cannonier
UFC Fight Night: Hermansson vs. Cannonier（ユーエフシー・ファイトナイト：ハーマンソン・バーサス・キャノニア、別名UFC Fight Night 160、UFC on ESPN+ 18）は、アメリカ合衆国の総合格闘技団体「UFC」の大会の一つ。2019年9月28日、デンマーク・コペンハーゲンのロイヤル・アリーナで開催された。

## 大会概要
UFC初のデンマークでの開催となった本大会ではジャック・ハーマンソンとジャレッド・キャノニアによるミドル級戦が組まれた。

## 試合結果

### プレリミナリーカード
第1試合 バンタム級 5分3R
○  ジャック・ショア vs.  ノエリン・ヘルナンデス ×
3R 2:51 リアネイキドチョーク
第2試合 ライト級 5分3R
○  マルク・ディアケイジー vs.  ランド・バンナータ ×
3R終了 判定3-0（30-27、30-27、30-26）
第3試合 女子バンタム級 5分3R
○  リナ・ランズバーグ vs.  メイシー・チアソン ×
3R終了 判定3-0（29-27、29-27、29-28）
第4試合 フェザー級 5分3R
○  ギガ・チカゼ vs.  ブランドン・デイビス ×
3R終了 判定2-1（29-28、28-29、29-28）
第5試合 ウェルター級 5分3R
○  イスマイル・ナウルディエフ vs.  シアー・バハドゥルザダ ×
3R終了 判定3-0（30-26、30-25、30-25）
第6試合 ミドル級 5分3R
○  マフムート・ムラドフ vs.  アレッシオ・ディ・キリコ ×
3R終了 判定3-0（29-28、29-28、29-28）
第7試合 ミドル級 5分3R
○  ジョン・フィリップス vs.  アレン・アメドフスキー ×
1R 0:17 KO（左フック→パウンド）

### メインカード
第8試合 ウェルター級 5分3R
○  ニコラス・ダルビー vs.  アレックス・オリベイラ ×
3R終了 判定3-0（29-28、29-28、29-28）
第9試合 ライトヘビー級 5分3R
○  オヴィンス・サンプルー vs.  ミハル・オレクシェイチュク ×
2R 2:14 ヴォンフルーチョーク
第10試合 ライトヘビー級 5分3R
○  イオン・クテラバ vs.  カリル・ラウントリー・ジュニア ×
1R 2:35 TKO（パウンド＆肘打ち）
第11試合 ウェルター級 5分3R
○  ギルバート・バーンズ vs.  グンナー・ネルソン ×
3R終了 判定3-0（29-28、29-28、29-28）
第12試合 ライト級 5分3R
○  マルク・O・マドセン vs.  ダニーロ・ベルアルド ×
1R 1:12 TKO（パウンド＆肘打ち）
第13試合 ミドル級 5分5R
○  ジャレッド・キャノニア vs.  ジャック・ハーマンソン ×
2R 0:27 TKO（右アッパー→パウンド）

### 各賞
ファイト・オブ・ザ・ナイト： 該当なし
パフォーマンス・オブ・ザ・ナイト： ジャレッド・キャノニア、オヴィンス・サンプルー、ジョン・フィリップス、ジャック・ショア
各選手にはボーナスとして5万ドルが授与された。

### カード変更
負傷などによるカードの変更は以下の通り。